# 이소도
이소도(李昭道)는 당나라 시기에 활동한 화가이다. 아버지는 붕송화의 창시자로 일컬어지는 이사훈이다. 아버지 이사훈은 대이장군(大李將軍), 자신은 소이장군(小李將軍)이라 불렸다.

## 주요 작품
- 명황행촉도(明皇幸蜀圖, 부분)
- 전이사도 《춘산행려도(春山行旅圖)》
- 전이사도 《낙양루도(洛阳楼圖)》
- 전이사도 《용주경도(龍舟竞渡)》